# 윌리엄 립스컴
윌리엄 넌 립스컴 주니어(영어: William Nunn Lipscomb, Jr., 1919년 12월 9일 ~ 2011년 4월 14일)는 미국의 무기화학자·생화학자이다. 1976년 보레인의 구조에 대한 연구로 노벨 화학상을 수상했다.

## 수상 경력
- 1973년 : 피터 디바이상
- 1976년 : 노벨 화학상